# فریدون کار
فریدون کار (۱۳۰۷–۱۳۸۲) شاعر و مترجم ایرانی بود.
او در سال‌های ابتدایی دههٔ سی در کنار نادر نادرپور، نصرت رحمانی، فریدون مشیری، فروغ فرخزاد، و سیمین بهبهانی از شاعران مطرح ایران بود.
او در سال ۱۳۸۲ در لندن درگذشت.
او برادر مهرانگیز کار و از دوستان نزدیک فروغ فرخزاد و علی بهزادی بود.

## آثار
- تلخ (مجموعه شعر)
- فلسفه کهن یونان: دوره پیش از سقراط
- قدیمی‌ترین مکاتب فلسفی یونان
- اشک و بوسه (مجموعه شعر)
- غلط ننویسیم
- اف‍س‍ان‍ه‌ه‍ای‌ زی‍ب‍ای‌ ف‍رش‍ت‍ه‌ خ‍واب‌ (ترجمه)
- آرزوی جنوب
- آئینه پریان
- انشا و نامه‌نگاری برای عموم
- بینوایان (ترجمه)
- پ‍رن‍ده‌ ش‍ی‍ری‍ن‌ ج‍وان‍ی‌، ت‍ن‍س‍ی‌ وی‍ل‍ی‍ام‍ز؛ ت‍رج‍م‍ه‌ ف‍ری‍دون‌ ک‍ار
- پینوکیو